# Charles B. Cory
Charles Barney Cory (ur. 31 stycznia 1857 w Bostonie, zm. 31 lipca 1921 w Ashland) – amerykański ornitolog i golfista.

## Lata młodzieńcze
Cory urodził się w Bostonie 21 stycznia 1857 roku. Jego dom rodzinny znajdował się przy 1225 Washington St., początkowo naprzeciwko stała katedra, później hotel Arlington. Ojcem był Barney Cory, syn Bathaniela B. Cory i wnuk Philipa Cory, który w połowie XVII wieku osiedlił się na Rhode Island. Jego babcią ze strony ojca była Meribah Gardiner, która spokrewniona była z George’em Soulem. Matką Charlesa Cory była pochodząca z Rhode Island Eliza Ann Bell (Glynn) Cory.
W dzieciństwie Charles B. Cory interesował się sportem i życiem zwierząt. Gdy miał 11 lat za zaoszczędzone pieniądze kupił potajemnie pistolet, którym w towarzystwie kolegi próbował strzelać do ptaków. Ojciec, rozumiejąc zainteresowanie syna, nauczył go podstaw strzelania, boksu, szermierki, jazdy konnej i lekkoatletyki. W wieku 16 lat odbył pierwszą „ekspedycję”, łowiecko-myśliwską wyprawę do lasów Maine, w której towarzyszył mu młodszy kolega. Wzmogło to zainteresowanie chłopca ornitologią i w przeciągu roku rozpoczął aktywne tworzenie kolekcji spreparowanych okazów (1874).
W 1875 roku, mimo że Cory miał dopiero 18 lat, zabrał matkę w podróż. Razem zwiedzili część Anglii, Francji i Włoch. Następnie zaczęli planować wycieczkę do Egiptu. W Arno Cory przypadkowo spotkał Martina Ryersona, młodego Amerykanina, z którym płynął promem. Cory i Ryerson spotkali się ponownie na promie do Aleksandrii. Odbyli wspólną podróż w dół Nilu, razem z matką Cory’ego; obaj młodzieńcy zaprzyjaźnili się.

## Wykształcenie i kariera
W 1876 Cory i Ryerson wstąpili na Uniwersytecie Harvarda. Cory często przerywał naukę z powodu podróży i swobodnie traktował zakazy i nakazy; nie ukończył studiów. W 1878 wstąpił do Boston University School of Law, gdzie uczył się jedynie kilka miesięcy. W 1880 celem pozyskania nowych pozycji książkowych i okazów Cory ponownie wybrał się do Europy. Spotkał się m.in. z Osbertem Salvinem, Henrym Seebohmem i P.L. Sclaterem.
W 1883 stał się jednym z założycieli American Ornithologists’ Union i wziął udział w zebraniu założycielskim w Nowym Jorku. W lutym 1876 dołączył do Nuttall Ornithological Club, założonego w 1874. Tam blisko zaznajomił się z kilkoma członkami starszymi o 6, 7 lat.
Kiedy kolekcja ornitologicznych okazów Cory’ego urosła do 19 tysięcy stała się zbyt duża, by mógł pomieścić ją w domu; przekazał zbiory do Muzeum Historii Naturalnej w Chicago i otrzymał posadę kustosza sekcji ornitologicznej. Edward E. Ayer w 1894 zakupił należący do Cory’ego zbiór 600 pozycji z zakresu ornitologii i również przekazał do muzeum. W 1886 odbył podróż na Kubę; odwiedził także m.in. Meksyk. Cory, który wskutek odziedziczenia fortuny po ojcu stał się niemal milionerem, stracił cały dobytek w 1906 i do końca życia pracował jako kustosz.
Cory napisał wiele książek, m.in. The Birds of Haiti and San Domingo (1885), The Birds of the West Indies (1889) oraz The Birds of Illinois and Wisconsin (1909). Jego ostatnim wielkim dziełem było czterotomowe wydanie Catalogue of the Birds of the Americas, które po śmierci Cory’ego dokończył Carl Eduard Hellmayr.
Cory był pierwszym badaczem, który opisał burzyka dużego (Calonectris borealis; ang. Cory's shearwater, dosłownie „burzyk Cory’ego”) jako gatunek. Wcześniej opisał go Giovanni Antonio Scopoli w 1769, jednak uznał go za podgatunek innego ptaka.
W 1897 Cory podjął się nauki gry w golfa. Brał udział w Letnich Igrzyskach Olimpijskich w 1904. Brał udział w rywalizacji indywidualnej, jednakże nie ukończył rundy kwalifikacyjnej.
W listopadzie 1920 Cory doznał częściowego paraliżu. Mimo tego nie zaprzestał pisania książki The Birds of the Americas – dotychczasowe zapiski i potrzebne mu okazy zostały dostarczone do domu ornitologa. W lipcu 1921 wyjechał na letnisko, gdzie spodziewano się chłodnej pogody. Zmarł w szpitalu w Ashland (Wisconsin) 30 czerwca 1921 z powodu nieokreślonej choroby o ostrym przebiegu.

## Życie prywatne
Ojciec Cory’ego zmarł 18 sierpnia 1882; później zmarła także siostra i matka. 31 maja 1883 Cory poślubił Harriet W. Peterson. Mieli dwójkę dzieci. Córka Marion umarła w dzieciństwie; drugim dzieckiem był Charles B. Cory Jr. Wilfred Hudson Osgood we wspomnieniu ku pamięci Cory’ego uznał go za człowieka, który mimo słabnącego zdrowia wykazywał niesłabnące zaangażowanie w dziedzinie ornitologii.

## Publikacje
- Birds of the Bahama islands; containing many birds new to the islands, and a number of undescribed winter plumages of North American species (Boston, 1880)
- Catalogue of West Indian birds, containing a list of all species known to occur in the Bahama Islands, the Greater Antilles, the Caymans, and the Lesser Antilles, excepting the islands of Tobago and Trinidad (Boston, 1892)
- The birds of eastern North America known to occur east of the nineteenth meridian (Field Columbian Museum, 1899)
- The birds of Illinois and Wisconsin (Chicago, 1909)
- Descriptions of new birds from South America and adjacent islands (Chicago, 1915)
- How to know the ducks, geese and swans of North America, all the species being grouped according to size and color (Little, Brown & Co., Boston, 1897)
- How to know the shore birds (Limicolæ) of North America (south of Greenland and Alaska) all the species being grouped according to size and color (Little, Brown & Co., Boston, 1897)
- Hunting and fishing in Florida, including a key to the water birds known to occur in the state (Estes & Lauriat, Boston, 1896, Nachdruck 1970)
- The mammals of Illinois and Wisconsin (Chicago, 1912)
- Montezuma’s castle, and other weird tales (1899)
- Notes on little known species of South American birds with descriptions of new subspecies (Chicago, 1917)
- Southern rambles (A. Williams & company, Boston,  1881)
- Descriptions of new birds from South America and adjacent Islands... (1915)
- Descriptions of twenty-eight new species and subspecies of neotropical birds...
- Notes on South American birds, with descriptions of new subspecies... (1915).
- Beautiful and curious birds of the world (1880)
- The birds of the Leeward Islands, Caribbean Sea (Chicago, 1909)
- The birds of the West Indies (Estes & Lauriat, Boston, 1889)
- Descriptions of apparently new South American birds (Chicago, 1916)
- Descriptions of twenty-eight new species and sub-species of neotropical birds (Chicago, 1913)
- Hypnotism and mesmerism (A. Mudge & Son, Boston, 1888)
- A list of the birds of the West Indies (Estes & Lauriat, Boston, 1885)
- A naturalist in the Magdalen Islands; giving a description of the islands and list of the birds taken there, with other ornithological notes (1878)